# Dinastija Tudor
Dinastija Tudor, velška velikaška obitelj i engleska kraljevska dinastija čiji su članovi, poznati kao Tudori, Engleskom vladali od 1485. do 1603. godine, ujedinivši zemlju nakon Rata dviju ruža (1455. – 1485.), uzrokovanih dinastijskom krizom i sukobom između nasljednika dinastije Anjou-Plantagenet, Lancastera i Yorka. Tudori su nasljednici Lancastera te su se u ratu borili na njihovoj strani, a potom su se brakom vezali i uz dinastiju York i time ujedinili te dvije suparničke obitelji i kraljevstvo i preuzeli prijestolje.

## Podrijetlo

### Owen Tudor
Tudori su bili velška plemićka obitelji čije se podrijetlo može pratiti od 13. stoljeća, ali dinastijsku moć izgradio je Owen Tudor (o. 1400. – 1461.), koji se borio na strani Lancastera u Ratovima dviju ruža. Rodbinski se vezao uz dinastiju, oženivši udovicu kralja Henrika V., Katarinu Valois s kojom je imao sina Edmunda (o. 1430. – 1456.), koji se vjenčao s plemkinjom Margaret Beaufort, članicom pobočnog ogranka dinastije Lancaster preko Ivana od Gaunta, sina kralja Eduarda III., na temelju čega su Tudori polagali svoje baštinsko pravo na kraljevsku krunu.

## Ratovi dviju ruža

### Margareta Beaufort
Margareta je s trinaest godina rodila sina Henryja Tudora tri mjeseca nakon očeve smrti. Za Margaretu to je bilo iznimno traumatično iskustvo te kroz ostale brakove nikada više nije rodila nijedno dijete. U trenutku njezinih trudova, anarhija je vlada Engleskom. 
Henry se rodio početkom 1457. godine. Dolaskom Yorkovaca na vlast na čelu s kraljem Eduardom IV. poslije bitke kod Towtona 1461., petogodišnji Henry završava u skrbi Eduardovog pristaše kao te ga se tretira kao plemić. Ipak su i Edmund Tudor, Henryjev otac, i Jasper Tudor, Henryjev stric, bili polubraća nekadašnjeg kralja Henrika VI. Eduard IV. nije imao velike želje za ubijanjem, pa je pokušao biti milosrdan i osigurati mir i blagostanje u Engleskoj.
Margareta je bila iznimno bogata kao jedini potomak obitelji Beaufort te se dobrim brakovima uvijek mogla domoći pozicije na kraljevskom dvoru, bez obzira na to koji je kralj bio na vlasti. Njezina uloga u Ratovima dviju ruža se podcjenjuje. Svojim lukavim promišljanjem pokušavala je pasti u milost kralja Eduarda kako bi vratilu svu imovinu i titule svojem sinu. Sve do pojave Rikarda III. nema jasnih dokaza da je Margareta planirala postaviti svog sina na englesko prijestolje.
Nakon što je kralj Rikard svoje nećake, djecu Eduarda IV. i Elizabete Woodville, pred parlamentom proglasio nezakonitim nasljednicima za prijestolje, Margareta je stupila u kontakt s Elizabetom Woodville. Dogovorile su zaruke između njezine najstarije kćeri, Elizabete od Yorka, i Henryja Tudora. Svrha tog braka je bilo ujedinjenje dinastija i ujedinjenje Engleske. Nakon smrti njezinih sinova, udova kraljica Elizabeta nije imala puno izbora nego pristati na Margaretin prijedlog. Također, Margareta je znala da, budući da se Henryjeve veze s kraljevskom lozom utvrđuju samo po majčinoj liniji - koja je u to doba bezvrijedna - treba imati snažnu družicu koja će moći osigurati muške nasljednike koji će u sebi imati Yorkovu krv.

### Henry Tudor
Smrću posljednjih Lancasterovaca, kralja Henrika VI. i njegova sina Eduarda od Westminstera 1471. godine, Henrik je postao glavni pretendent klana Lancaster na englesko prijestolje. Nakon neuspješne invazije na Englesku uz pomoć bretanskog Franje II., prebjegao je u Francusku, odakle je 1485. godine prešao u Englesku i uz pomoć vojske francuskog kralja Karla VIII. Valoisa i pojačan trupama lancasterskih pristaša teško porazio i ubio kralja Rikarda III. u bitci na Bosworthskom polju. Time je Rikard posljednji engleski kralj koji je umro na bojištu. Također, završio je građanski rat. Elizabeta od Yorka - za koju se govorkalo da je bila potajno zaljubljena u svog strica, Rikarda - znala je da će pobjednik te bitke biti njezin budući suprug. Time je zaustavio vladavinu dinastije Plantagenet od 331 godine nad Engleskom.

## Henrik VII.
Henrik VII. je na početku bio - u najmanju ruku - dvojben nasljednik engleske krune te izrazito nepopularan u brojnim krajevima Engleske. Veći dio svog života proveo je u inozemstvu te ga druga kraljevstva nisu doživljavala kao istinskog kralja. Ostatak Europe je bio dobro upoznat s engleskom sklonošću za dinastijskim borbama. Elizabeta od Yorka je učvrstila njegov položaj, kao voljena kraljevina i kći veličanstvenoga Eduarda IV. Bila je izuzetno elegantna, omiljena i lijepa. Također je bila žilava karaktera. Ljepotu je naslijedila od majke koja je bila poznata kao "najljepša žena na Britanskom otočju".
Usprkos Henrikovoj reputaciji kao škrt i hladan vladar, Elizabeta je u njemu pronašla odanog muža koji nije imao nijednu ljubavnicu tijekom njihovog braka (što je bila izuzetna rijetkost za tadašnje vladare). Odlučili su osigurati opstanak svoje dinastije, tako da su nazvali svog prvog sina Artur, po legendarnom kralju Arturu i njegovom Camelotu. Kako bi naglasio ujedinjenje obiju ogranaka dinastije Plantageneta, tudorski amblem je imao obje ruže: i bijelu (York) i crvenu (Lancaster). Time je Henrik postao osnivačem kraljevske dinastije Tudor.

### Odnos sa Španjolskom[2]
Znali su da će im trebati dobre međunarodne veze kako bi ojačali osiromašenu zemlju trgovinskim vezama, tako da su, kada je princ Artur napunio dvije godine, poslali izaslanstvo na dvor Izabele I. Kastiljske i Ferdinanda Aragonskoga, kako bi dogovorili zaruke između Artura i njihove najmlađe kćeri, Katarine Aragonske, koja je dobila ime po svojoj engleskoj prabaki, Katarini od Lancastera. U tom je trenutku, 1488. godine, Španjolska proživjela procvat te je bila najveća sila u Europi. Pored Španjolske razvijala se i Francuska kojoj nisu bili skloni zbog gotovo 200-godišnjeg ratovanja s njima u prošlosti.
Ferdinand i Izabela predstavljali su sve što se Henriku VII. činilo poželjnim: bili su nasljednici starih monarhija, imali su jak položaj te su uživali veličanstven ugled kao katolički kraljevi. Kad bi se dali nagovoriti na bračni savez između njihove djece, tada bi dinastija Tudor bila mnogo sigurnija nego prije. Dapače, Španjolska i Francuska bile su zakleti neprijatelji pa bi pakt između Engleske i Španjolske bio obostrano koristan.
Međutim, zbog promjenjivosti vladarskih dinastija u Engleskoj, španjolskim se vladarima nije žurilo s ugovaranjem tog braka sve dok se ne osigura prijestolje za princa Artura. Izabela nije htjela riskirati život svoje najmlađe kćeri budući da je izgubila mnoštvo djece kroz život.

#### Katarina Aragonska i Artur, princ od Walesa
Godine 1501. mlada španjolska princeza službeno ulazi u London, dva dana prije vjenčanja s princom Arturom. Tada ju je prvi put ugledao Thomas More koji je opisivao "silne ovacije" kojima je narod dočekao Katarinu:
"Oduševila je sve. Imala je sve što lijepa djevojka mora imati. Svi su je hvalili."
Katarina i Artur među sobom su razgovarali na latinskom jeziku. Katarini je bilo jasno da je njezina glavna zadaća kao kraljica na dvoru Tudora bilo rađanje djece, prvenstveno muške nasljednike.
Na vjenčanju ju je mladi Henrik otpratio na oltar do svog brata. Na svadbenoj gozbi bilo je veselo. Dok je Katarina plesala na vrlo dostojanstven način, princ Henrik razodjenuo se i zavrtio svoju sestru Margaretu po podiju. Kralja i kraljicu je to zabavljalo. Oduševila ih je i Katarina svojom gracioznošću.
Artur je samog sebe opisivao kao "istinski zaljubljen suprug". Kada su ih dvorjani otpratili u spavaonicu, počela je jedna od najkontroverznijih prvih bračnih noći u povijesti. Prema Katarini, njihov brak nikada nije bio konzumiran. Arturu je u to doba bilo petnaest godina i bio je prilično slabe tjelesne građe. Bilo je dvojbi o tome može li spolno općiti. Na temelju kasnijih izvještaja, jutro poslije se hvalio govoreći "da je bio u Španjolskoj" te tvrdio da je brak "naporan posao", što se može odbaciti kao hvalisanje samodopadnog dječaka koji nije uspio ispuniti svoju dužnost koji se trudio prikriti to na svaki način.
Međutim, kada je Katarina ostala udovica, odmah je rekla kako je i dalje djevica te da je sa svojim suprugom dijelila samo postelju, i to samo šest ili sedam noći. Nakon Arturove smrti Katarinina budućnost je postala upitna. Elizabeta od Yorka igrala je ulogu njezine majke sve dok se nije donijela odluka o njezinoj budućnosti.

#### Princ Henrik, vojvoda od Yorka
Princ Henrik, koji još nije navršio dvanaest godina, od početka je prema Katarini pokazivao ljubav i poštovanje. Katarina je u dječaku odgajanu prema viteškim pravilima potaknula plemenite instinkte. On je već bio pokazivao privlačnost i šarm kojima će s vremenom privlačiti k sebi ljude obaju spolova. Uskoro je i Katarina, unatoč razlikama u godinama, i sama bila očarana njime. Imala je snažan majčinski instinkt te će ga ohrabrivati i tješiti.
Unatoč prinčevoj naklonosti, Katarina se bojala svoje neizvjesne budućnosti. Njezin i njegov otac su se stalno natezali i predomišljali se. Nakon Izabeline smrti, Katarina je izgubila svoju glavnu zaštitnicu i pola svoje "vrijednosti" na bračnom tržištu. Godine su tekle, pa je tako i otkucavao njezin biološki sat.
Katarini je također bilo teško prilagoditi se na englesku klimu koja je bila suprotna španjolskoj, tako da je često podlegla bolestima. U nekim trenutcima joj je kralj uskraćivao džeparac te nije mogla platiti svoju služinčad niti odjeću. Bila je u sve većoj tjeskobi te očajnički molila oca za pomoć koji ju je u konačnici učinio španjolskim veleposlanikom na neodređeno vrijeme. To je bio neobičan posao za ženu, ali time je zadobila bolji položaj na dvoru.

### Vladavina
Do 1499. godine je učvrstio svoju vlast nakon dviju pobuna. Započeo je reforme čiji je cilj bila modernizacija vlade. Na međunarodnom planu, dobio je priznanje pape Inocenta VIII. te se povezao rodbinskim vezama i sa Škotskom. Uspostavio je dobre odnose u konačnici i sa Svetim Rimskim Carstvom. Njegova je majka, Margareta Beaufort, uživala velike povlastice i politički utjecaj. Bila je pokroviteljica brojnih religijskih ustanova i sveučilišta.
Elizabeta od Yorka mu je, uz Artura, rodila još troje djece: Margaretu (koja će kasnije postati kraljicom Škotske), Henrika i Mariju (koja će nakratko postati kraljicom Francuske). Nakon Arturove smrti je iznenada - nakon poroda mrtvorođene djevojčice - Elizabeta je iznenada umrla. Henrik je pao u depresiju tugujući za svojom suprugom. Nagađa se da je rani gubitak voljene majke utjecalo i na psihu i kasniji razvitak princa Henrika.
Godine 1507. Henrik VII. je bacio oko na kastiljsku kraljicu Juanu, Katarininu sestru, za koju se govorilo da nije bila psihički stabilna. Tu je namjeru prvo otkrio Katarini rekavši joj da mu Juanin poremećaj ne smeta. Sam se uvjerio u njezinu senzualnu ljepotu i znao je da je sposobna roditi zdravu djecu. Međutim, brzo je od toga odustao.

### Smrt
Henrik VII. je umro u teškim bolovima od tuberkuloze 22. travnja 1509. godine. Na samrtnoj postelji priznao je svom sinu da ga muči savjest zbog toga što se loše podnio prema Katarini Aragonskoj. Naredio je mladom Henriku da postupi časno i oženi se njome. To je bilo prilično u skladu s prinčevim namjerama.
U trenutku Henrikove smrti, ugled Engleske u Europi bio je tako dojmljiv da se govorilo kako sve kršćanske nacije žele sklopiti savez s njom. Dobar dio Henrikove moći počivao je u bogatstvu što ga je bio prikupio tijekom godina. Ostavio je više od milijun funti u riznici, što je bila fantastična svota u to doba. U tom bogatstvu se krila snaga i sigurnost Engleske. Ipak, kad na početku svibnja, Henrik VII. pokopoan u kapelici u Westminsterskoj opatiji, malo je tko tugovao za njim. Englezi su uvijek podcjenjivali njegovu veličinu smatrajući ga spletkarom kojem se nipošto nije trebalo vjerovati, umjesto mudrim utemeljiteljem snažne dinastije i čuvarom neizvjesnog mira.

## Henrik VIII.[2]
Henrika VII. nasljedio je na prijestolju njegovih sin, kralj Henrik VIII. (1509. – 1547.), jedan od najmoćnijih vladara iz dinastije Tudor. Njegova vladavina jedno je od najzanosnijih razdoblja engleske povijesti. Bilo je to doba u kojem su se dogodile revolucionarne društvene promjene. Na prijestolju je bio "najkarizmatičniji muškarac koji se pojavio u povijesti Britanskog otočja". Suvremenici su ga smatrali "najvećim čovjekom na svijetu" i "kraljem kakvog još nije bilo". "Vladao je Engleskom nezapamćenim sjajem, okružen nekim od najintrigantnijih osobnosti toga doba koji su iza sebe ostaviti tako dubok trag koji odjekuju stoljećima". 

### Mladi kralj
Rođen je bio u palači Greenwhich, koja mu je ostala omiljeno prebivalište sve do kraja života. Za suvremenike Henrik je bio pravi nasljednik dinastija Lancaster i York te ponovno utjelovljenje veličanstvenoga djeda po majci, Eduarda IV. Bio je muškarac iznimne ljepote, visok oko 185 centimetara. Bio je "mršav i mišićav, imao je izuzetno duge listove, a koža mu je bila tako fina da je izgledala gotovo prozirno i sjajila bi se i bila ružičasta kada bi kralj vježbao". Svi su ga smatrali izuzetno zgodnim muškarcem. Henrik je imao "prodorne plave oči,visok nos i mala, senzualna usta". Kestenjasta mu je kosa bila ravna i kratko podšišana po francuskoj modi. 

Henrik je bio čovjek neograničene energije i snažne tjelesne građe.
"najbolje odjeven vladar na svijetu; njegove halje tako su bogato urešene da je to teško zamisliti, a novu je odjeću odijevao svaki dan kad se nešto svetkovalo" - Giustinian. 
Bilo je to doba u kojemu su se muškarci šepirili svojim modnim ukusom poput paunova, no ni jedan u tome nije bio vješt kao kralj koji je u svojim kostimima izgledao kao slika.

Henrikovi suvremenici o njemu su govorili da je "najnježniji i najljubazniji vladar na svijetu". Bio je duhovit te "izgledao veselo i inteligentno".
"izuzetan, gotovo božanski karakter. Sad se pokazuje kakav je junak, kako se mudro ponaša, kako veliku ljubav ima prema dobroti i pravdi! Naš kralj ne žudi za zlatom i draguljima, već za vrlinom, slavom i besmrtnošću!" - Katarinin komornik, lord Mountjoy o Henriku, 1509. godine.
Henrik je smatrao da je njegovo ponašanje uvijek moralno opravdano. Bio je prepun samopouzdanja, "razborit, mudar i lišen svih poroka".
S druge strane, bio je naprasit, tvrdoglav, nezreo i tašt. Nije podnosio da mu ljudi gledaju u lice kad bi s njima razgovarao, no sam je često znao prodorno promatrati ljude. Britko je razmišljao i pozorno promatrao; gotovo je trenutačno mogao procijeniti ljude i situacije (primjerice, Thomas Seymour). Imao je široko opće znanje kojim se dobro služio. Iznad svega, bio je intelektualac "vrlo izražene darovitosti". Prema Thomasu Moreu, bio je "izobražen u svim humanističkim znanostima", imao je "veću snagu prosudbe i bio načitaniji od bilo kojega bivšeg monarha". Henrikova baka, Margareta Beaufort, bila je stroga u tom pogledu te se posvetila obrazovanju mladoga Henrika još od ranog djetinjstva. Zahvaljujući njoj, Henrik je bio najobrazovaniji kralj koji je do tada zasjeo na prijestolje Engleske.
Novi je kralj dao na znanje kako namjerava nastaviti tradicionalnu vanjsku politiku. Cilj mu je bio oživjeti stari zahtjev Eduarda III. i tražiti francusku krunu te održati krunidbu u Reimsu. Tako je mogućnost rata s Francuskom, stalnim neprijateljem Engleske, učinila savez sa Španjolskom još poželjnijim. Kada je stupio na prijestolje, nije bilo sumnje koju je damu izabrao za svoju kraljicu: izvukao je Katarinu Aragonsku iz siromaštva te ju uzdigao na prijestolje. Nikada se nije sumnjao da je njihov brak prve noći bio strastveno konzumiran. 
U tim je ranim godinama Henrik davao prednost užicima. Kraljevanje je bilo opijajuće iskustvo za osamnaestogodišnjeg mladića. Stoga možda ne iznenađuje što je dane provodi u potrazi za zabavom, umjesto da je učio kako upravljati državom. Politička pitanja, osjećao je, mogu se posve sigurno prepustiti i njegovu Vijeću. Preferirao je društvo mlađih ljudi na dvoru, pogotovo prijatelje iz djetinjstva kao Charles Brandon. Državni poslovi će prvih pet godina njegove vladavine ostati nisko na popisu njegovih prioriteta. Sve je poslove prepustio kardinalu Thomasu Wolseyju. Od doba kada je bio kapelan Henrika VII., do najužeg suradnika Henrika VIII., Wolsey je zapravo sanjario o karijeri kao papa. Međutim, to se nikada nije ostvarilo, pa se pomirilo s činjenicom da je najbogatiji čovjek u Engleskoj iako nije bio plemićkog podrijetla. Zbog toga se zamjerio starijem plemstvu koje mu je zavidjelo na moći za koju su smatrali da, po pravu, pripada njima.

### Humanist ibranitelj vjere
Europa je tada bila na rubu kulturne promjene: počelo se propitiviati nacionalne postavke religije i filozofije. Tijekom Henrikova života dva velika pokreta utjecala su na Englesku: renesansa i reformacija.

Koristeći se očevim bogatstvom, Henrik je ustanovio prvi renesansni dvor u Engleskoj. Uživao je u društvu znanstvenika, prvenstveno Thomasa Morea. Do 1517. godine Henrikov je dvor stekao veličanstven ugled:
"Bogatstvo i civlizacija svijeta su ovdje", oduševljen je mletački veleposlanik, "vidim ovdje vrlo elegantne običaje, ekstreman dekor i veliku uglađenost."
Možda najpopularnija i najspektakularnija zabava koja se održavala za užitak dvora Tudora bile su povijesne predstave. Obično su imale alegorijsku ili klasičnu temu ili bi se temeljile na nekoj engleskoj legendi poput Robina Hooda. Prinčevi, veleposlanici i ostali stranci stekli su dojam da je engleski kralj iznimno bogat i da je njegov dvor najsjajniji dvor kršćanskog svijeta. Henrik je, naime, gradio ugled monarhije Tudora u Europi.

Cijeloga je života ispovijedao duboku i iskrenu vjeru u Boga pa se dugo smatrao pravim sinom rimske Crkve. Katkad bi bio na čak šest misa u jednom danu. Smatrao se autoritetom za pitanja kršćanske dogme. Iako je bio svjestan da postoje određene zlouporabe unutar Crkve i da joj je potrebna reforma, duboko je u srcu bio konzervativno religiozan te ne bi nipošto podržao herezu zbog reforme. Za Henrika hereza je bila otrov koji prijeti samim temeljima nadgradnje Crkve i Države kao jedinstvenoga političkoga tijela. Čak je u polemici s Martinom Lutherom izjavio riječi koje će poslije požaliti:
"Poduprijet ćemo papin autoritet do krajnjih granica."
Godine 1521. nagrađen je naslovom Branitelj vjere (Fidei Defensor) u znak zahvalnosti. (Elizabeta II. još nosi taj naslov unatoč tome što je Britanija protestantska država već više od četiri stoljeća.)
Henrik je volio i kockati, dobro pojesti i plesati. Uživao je u raskošnim gozbama i svečanostima. Redovito je išao u lov u kojima bi mu se pridružila i Katarina. Bio je prvi engleski kralj koji je želio da ga se oslovljava s "Vaše Veličanstvo" umjesto do tada uobičajena izraza "Vaša Milosti". Nijedan engleski kralj prije njega nije uživao u tolikoj moći, niti će ijedan koji je došao poslije njega. Bio je vjesnik novog doba, zlatne ere koja će Engleskoj vratiti bivšu slavu i oživjeti dane viteštva.

### Brak s Katarinom Aragonskom
Henrikov brak s Katarinom je bio opisan kao "krepostan i skladan brak", a on je otvoreno govorio o svojoj sreći s Katarinom.

Iako silno iščekujući sina, Henrik je bio ushićen djevojčicom jer je bila "prava i zdrava princeza". Dao joj je ime Marija 18. veljače 1516. godine. U isto vrijeme je umro Katarinin otac, Ferdinand Aragonski. Kraljica je začela šest, a možda i osam puta, no sve što je imala bila je jedna kći. Nosila se s tim gubitcima razignacijom i humorom, no teret neuspjeha je bio velik. U patrijarhalnom društvu tudorske Engleske krivnja za mrtvorođenčad i smrti novorođenčadi uvijek se svaljivala na ženu. Usto, bilo je onih koji su mislili da je Henrik teško pogriješio oženivši se ženom koja je starija od njega. Francuski je kralj to okrutno komentirao:
"Moj dobri engleski brat nema sina zato što, iako mlad i zgodan, ima staru i deformiranu ženu."
Bilo je točno da su se na Katarini počele vidjeti godine, a i njezina figura je bila izobličena brojnim trudnoćama. Njezina je mladenačka ljepota zauvijek nestala, dok je Henrik, kojem je tada bilo 27 godina, tek dosezao svoj fizički vrhunac. Služi mu na čast što Katarini nije nikad predbacio to što mu nije podarila nasljednika, iako je očajnički želio sina pa se počeo pitati zašto mu je tako važan dar uskraćen. Usto se još morao boriti s nasljeđem rasutih Plantageneta.
Do proljeća 1525. bilo je općepoznato da je Katarina "prošla doba u kojem žene najčešće žele biti plodne".
Bez obzira na rastuće napetosti između kraljevskog para, mala Marija je odrastala u obiteljskom skladu. Naime, oba roditelja su ju bezuvjetno obožavali. Henrik je za kćer pripremio strogo, formalno obrazovanje kako bi ponešto naučila i o vladanju, teologiji, ali i latinski jezik.
Katarinina nevinost za Henrika VIII. nije bila predmet rasprave od trenutka kada mu je došla u postelju. Unatoč tomu, učinio sve da to dovede u pitanje. Također je Henrikom vladao strah za budućnost kraljevstva i nasljedstvo. Nekoliko je godina propitivao valjanost svog braka, mnogo prije nego što se zaljubio u posljednju ljubavnicu.
Dapače, već godinama on i kraljica nisu imali ništa zajedničko. Zato su poništenje prvog braka i ženidba sa ženom koja će mu dati djecu bile razumne odluke. To što se zaljubio samo ga je dodatno potaknulo na djelovanje.

### Kraljeva "velika stvar"
Priča o Henriku VIII. i Ani Boleyn počela je strašću i završila krvavom smrću. Na početku, Henrik je bio mladolik vladar kojeg su cijenili mnogi suvremenici, a do doba kada je priča završila on je postao okrutni tiranin kojeg su se podanici bojali i kojeg su prezirali u većini Europe. Ustao, postao je čovjek koji je pogubio ženu koju je strastveno volio.
Ana Boleyn je tek druga pučanka koja je uzdignuta do statusa kraljice Engleske. Prva je bila Henrikova baka, Elizabeta Woodville. Ana je neprestano bila s kraljem, samo nije spavala s njim. U proljeće 1525. Henrik je pokrenuo crkveni aparat za koji se nadao da će mu poništiti brak s Katarinom Aragonskom. Želio je dobiti izjavu o tome da je njihov brak od početka bio nevaljan i nezakonit. Postao je opsjednut: bio je duboko uvjeren da je u pravu, a i strastven prema Ani Boleyn. Wolsey se prestravio i preklinjao kralja da odustane od takvog pothvata. Kralj je to zanemario.
Poduzet je niz domišljatih mjera kako bi se stvar održala tajnom, a posebno kako kraljica Katarina ne bi saznala za to. Jednom kada je saznala za taj proces, rastužila se i počela uzrujano jecati. Bila je sama, bez zaštitnika. Međutim, bila je kći Izabele Kastiljske: Katarina je bila žena čvrstih načela, neviđene hrabrosti i moralno nedvojbena te je duboko vjerovala da je njezin brak valjan. Bila je kraljeva prava žena, a princeza Marija bila je njegova zakonita nasljednica. Nije mogla i nikada neće prihvatiti da ju je prestao voljeti. Privrženost i poštovanje kraljevskog para su ostali. Henrik se ponašao vrlo pristojno svaki put kada su bili zajedno, a to ju je navelo da povjeruje kako nije sve izgubljeno.
Wolsey je, naime, predložio Henriku da se prema Katarini uvijek odnosi "nježno i vrlo pažljivo".

Francuski veleposlanik je bio prisutan kada je Henrik primio Wolseyjevo pismo u kojem ga moli da odustane od poništenja braka:
"Kralj je izrekao strašne riječi, rekavši da bi dao tisuću Wolseyja za jednu Anu Boleyn... Nitko osim Boga neće mi je uzeti."
Bio je politički izoliran od Europe i osobno razočaran u Svetu Stolicu. Već je samog sebe počeo smatrati otpadnikom od korumpirane rimske Crkve. Počeo je razmišljati o odvajanju engleske Crkve od Rima. Sada mu se to činilo vrlo stvarnom mogućnosti želi li poništiti svoj brak s Katarinom. Usto, Henrik je bio siguran da mu papa neće pomoći. Tako se ono što je počelo kao bračna razmirica postpuno pretvorilo u političku, teološku i društvenu revoluciju. Razdoblje vladanja pod Wolseyjevim mentorstvom bilo je gotovo. Kralj je sada nastojao postati apsolutni vladar u svom kraljevstvu.
Ana Boleyn je, u međuvremenu, dobivala kraljevski tretman. Požurivala je kralja u svom naumu, namjerno izazivajući svađe. Henrik i Katarina, međutim, u javnosti su se ponašali s velikom dozom ljubaznosti.
Duga šutnja Vatikana bila je dokaz da namjerno zanemaruju njegov slučaj i činilo se neizbježnim da će sve ubrzo morati uzeti u svoje ruke. U međuvremenu su Henrikovi agenti ispitivali mišljenja većine europskih sveučilišta o valjanosti kraljeva braka. Po potrebi, i podmićivali su učene teologe da presude u kraljevu korist. Car je razmišljao da u ime kraljice Katarine 1530. godine izvede španjolsku invaziju na Englesku. Španjolski veleposlanik je bio uvjeren da je to jedini način da se strane na kraj Katarininim nevoljama. Međutim, Katarina je bila previše odana Henriku kao svom suprugu pa je neprestano odbijala imati ikakve veze s tim planom.
Zahvaljujući papinoj neodlučnosti, Henrik je izgubio svako poštovanje prema Svetoj Stolici. Sve više je mislio da je razlaz s Rimom postao neizbježan. Ubrzo je izdao nalog za uhićenja kardinala Wolseyja nakon što ga je Ana Boleyn uvjerila u njegovo neprijateljstvo i licemjerje. Međutim, Wolsey je bio bolestan, pa je podlegao na putu te je pokopan odmah uz ozloglašenoga kralja Rikarda III. Kralja je njegova smrt rastužila.

### Engleska reformacija
Dana 21. siječnja 1531. u Westminsteru se sastao Sabor klera pokrajina Canterbury i York. Bilo je jasno da je riječ o važnom skupu jer su se važne crkvene reforme mogle provesti samo uz privolu crkvenog sabora. Taj je skup označio početak engleske reformacije.
Thomas Cromwell je bio čovjek koji je naposljetku uvjerio kralja u prednosti odvajanja engleske Crkve od Rima. Henrik je bio svjestan toga da su engleski odnosi s papinstvom tijekom stoljeća često bili neskladni. Nekoliko se srednjovjekovnih kraljeva sukobilo s papama, a Englezi su uvijek nevoljko plaćali porez rimskoj Crkvi. Henrik nije bio heretik, no htio je svojim kraljevstvom upravljati "isključivo u dogovoru s plemstvom i narodom". Čak su neki kraljičini pobornici bili razočarani u Svetu Stolicu.
Dana 7. veljače 1531. kralj je stao pred parlament i zahtijevao da ga engleska Crkva od sada prizna za svoga "jedinog zaštitnika i vruhovnog vođu". Ni parlament ni crkveni sabor nisu imali hrabrosti suprotstaviti se kralju, pa je četiri dana kasnije nadbiskup Warham objavio da je kler spreman priznati kralja za poglavara engleske Crkve - "koliko to Krist dopusti". Ubuduće, Crkva u Engleskoj neće priznavati papu kao svog poglavara, nego će ga nazivati rimskim biskupom. Engleski mu biskupi neće biti dužni odanost niti će on imati bilo kakvu kanonsku jurisdikciju u Engleskoj.

Henrikova Crkva u Engleskoj u svojim je temeljima ostala katoličkom. Španjolski veleposlanik je zapisao reakciju Ane Boleyn:
"Kraljeva ženska napravila je takvu demonstraciju veselja kao da je upravo ušla u raj."
Cromwell je postao glavni savjetnik kralja.

### Ana Boleyn
Henrik je radio sve što je mogao kako bi isprovocirao Katarinu da ga napusti. Katarina se bojala da će brak između Henrika i Ane Boleyn njezinu kćer Mariju izbaciti iz reda nasljedstva. Zato je bila odlučna u zaštiti Marijinih prava; štitit će ih, ako treba, i vlastitim životom i krvlju. Marija (15) je bila svjesna raskola između svojih roditelja, a njezina bolest je bila posljedica tjeskobe koju je to stanje izazivalo. Voljela je oca, ali od samog je početka bila sklonija majci. Vjera će ubrzo postati najvažnija u njezinu životu.
Čak ni vojvoda i vojvotkinja od Suffolka, Henrikov najbolji prijatelj Charles i sestra Marija, nisu imali lijepe riječi za Anu Boleyn, već su bili pobornici Katarine Aragonske.
Thomas Cranmer je postao prvi biskup Anglikanske crkve te je iskreno bio sklon Ani Boleyn i vidio je u njoj sredstvo putem kojeg će izvesti crkvene reforme koje su mu bile tako drage.
Ana i Henrik su se potajno vjenčali i počeli imati seksualne odnose. Papa je nekoliko puta zaprijetio izopćenjem, no to nije uznemirilo Henrika. 1533. godine je postala engleskom kraljicom. Njezinu krunidbu mnogi nisu odobravali.
11. srpnja 1533. godine je papa objavio da je brak između Henrika VIII. i Ane Boleyn ništavan i nevaljan te je Henriku zaprijetio izopćenjem ako se ne riješi te žene do rujna. Henrik se na to nije obazirao. Henrik je također prijetio vlastitoj kćeri Mariji uskraćujući joj očinsku ljubav ako ne prizna novi državni poredak. Kralj je svima zabranio posjećivati Katarinu Aragonsku bojeći se njezina utjecaja i želeći slomiti njezin ponos.
Kralj je već tijekom prve trudnoće Ane Boleyn imao ljubavnicu. Za razliku od Katarine, Ana nije šutjela. Sad kad su bili u braku, Henrik je od Ane očekivao poslušnost, poniznost i staloženost, kao što je svojedobno dobivao od Katarine. Zamjerio joj je što se nije tako ponašala. Odnos između njih se punio "hladnoćom i gunđanjem". 
Henrik je bio bijesan i razočaran kada je Ana Boleyn rodila snažnu i zdravu djevojčicu tudorski crvene kose i majčinih crta lica. Ana je brzo razvila duboku i zaštitničku ljubav prema svom djetetu te se nije voljela odvajati od nje. Kralj je Anu počeo zanemarivati. U manje od godinu dana čarolija braka se raspršila. Henrik se sve više pitao zašto je riskirao tako mnogo zbog nje. Još je smatrao da je bio u pravu što se riješio Katarine i oženio Anom, no i sam je vidio koliko je Ana nepopularna.

U međuvremenu je Katarina je bila sve slabijeg zdravlja, ali se svejedno opirala svim kraljevim naredbama i rezanju džeparca. Ana je poticala Henrikovu okrutnost prema Katarini i Mariji. Velik broj ljudi je bio uvjeren da su njih dvije u ozbiljnoj opasnosti. Anina je mržnja bila osobna: bila je ljubomorna na Katarinin odgoj i plemenitost jer je nju to pokazivalo u nepovoljnijem svjetlu. Međutim, unatoč svim nedaćama, Katarina je Henriku i dalje odana, kako kaže španjolski veleposlanik:
"Tako je disciplinirana i toliko ga jako poštuje da misli da će biti prokleta ako s njime na bilo koji način zarati."

### Papina presuda
Tek je u ožujku 1534. papa donio presudu u slučaju poništenja Henrikova braka s Katarinom Aragonskom proglasivši ga legitimnim. Henriku je naređeno da se vrati suživotu sa svojom "zakonitom suprugom i kraljicom i da je uzdržava s ljubavlju i vladarskim počastima kako dolikuje časti jednoga kralja". Odbije li, bit će izopćen. Kao konačno poniženje, od Henrika se traži da plati troškove parnice. Čuvši tu presudu, Henrik je bio vidno potresen, ali nije se prestrašio:
"Papa više nema nikakvih ovlasti nad engleskim poslovima."

### Thomas Cromwell
Thomas Cromwell možda nije uživao kraljevu ljubav poput kardinala Wolseyja, ali ga je kralj uvelike cijenio kao svog glavnog tajnika. Bio je zadovoljan kako je Cromwell uspješno izveo raskol s Rimom. Cromwell je bio spreman nositi se i sa zadaćama koje su zahtijevale određenu rastezljivost savjesti, što ga je činilo neprocjenjivim u kraljevim očima. Staro ga je plemstvo preziralo zbog niskog podrijetla, slično kao što su prezirali Wolseyja, "mesarovog sina". No, istodobno su ga se i bojali znajući koliko je beskrupulozan. Posvuda je imao doušnike te je čak bezazlenu primjedbu mogao pretvoriti u optužbu za veleizdaju.
Počeo je pripremati istragu o zloupotrebama za koje se tvrdilo da su raširene u mnogim vjerskim ustanovama. Odlučio je istražiti svaki samostan i crkvu u kraljevstvu i vidjeti ima li nekog razloga zbog kojih bi ih zatvorio i njihovu imovinu prebacio u vlasništvo Krune. Bio je to majstorski razrađen plan kojim je kralj bio zadovoljan jer je odavno potrošio očevo bogatstvo pa su mu očajnički trebali novi izvori prihoda. 
Godine 1535. je imenovan glavnim župnikom Anglikanske crkve te je tako imao ovlasti za posjet svakoj vjerskoj zajednici u Engleskoj.
Kad je u pitanju bila reformacija, glavni mu je saveznik bila kraljica Ana za vrijeme čije vladavine nijedan heretik nije bio spaljen.
Kasnije je pogubljen zbog sklapanja lošeg braka kralja s Anom Klevskom te zlouporabe položaja jer je spašavao određene krivovjerce 1540. godine.

### Pogubljenja biskupa Johna Fishera i Thomasa Morea
Kako bi uhvatio najutjecajnije izdajnike, kralj je uveo vladavinu terora, demonstrirajući svojim podanicima koliko strašna može biti njegova pravda i osveta, ako mu budu neposlušni.
Bilo je i hrabrih pojedinaca koje su odbile položiti prisegu naloženu o priznavanju Henrikovog autoriteta nad Crkvom te kraljevog braka s Anom Boleyn i prijestolonasljednice Elizabete. Jedan od takvih bio je John Fisher (blizak prijatelj Henrikove bake Margarete Beaufort), koji se još nalazio u kućnom pritvoru i kojem je kralj slao prijeteća pisma zbog prkošenja. U siječnju 1534. godine Henrik je Fishera lišio biskupije, a u ožujku je uhićen te poslan u Londonski toranj. Fisher je ponavljao da je odan kralju, ali je odbio potpisati prisegu. Kada je Henrik u svibnju čuo da je papa bivšeg biskupa uzdigao u kardinala i poslao mu crvenu kardinalsku kapu u Englesku, rekao je "kako će je Fisher morati nositi na ramenima, jer dok kapa stigne, više neće imati glavu na koju bi je mogao staviti".
Kraljev je gnjev u travnju stigao i do nekadašnjeg prijatelja, sir Thomasa Morea, koji je isto tako odbio prisegnuti. More, koji se proglasio kraljevim odanim podanikom i poricao da je ikada bio protiv Ane Boleyn, bio je uhićen. Nekoliko puta su ga pokušavali nagovoriti da prisegne, ali bezuspješno. Tada je kraljica Ana tražila njegovu krv, pa su i Morea poslali u Londonski toranj i smjestili u ćeliju iznad Fisherove. Njegovo je uhićenje izazvalo čudenje jer je bio poznat odvjetnik, učenjak i državnik te kraljev nekadašnji prijatelj. 
Fisheru su odsjekli glavu 22. lipnja 1535. godine. Bilo mu je 76 godina. Šokirani su stanovnici krivili Anu za njegovu smrt pa je vijest o tome da je rodila mrtvo dijete zatajena dijelom i zbog toga - ljudi bi u tome vidjeli ruku Božju. Na sam dan Fisherova pogubljenja Anu je zapekla savjest pa je došla na misu zadušnicu.

U Westminster Hallu 1. srpnja održano je suđenje sir Thomasu Moreu. Bio je optužen za izdaju i osuđen na smrt. Pet dana kasnije je hrabro umro govoreći:
"Dobro sam služio kralju, no Bog je važniji."
Fisherova smrt nije previše uzbudila ljude, no Moreova je šokirala većinu i odjeknula diljem Europe. Svi su smatrali da je Henrik pretjerao. Čak je i sam posumnjao u to što je učinio pa je za Moreovu smrt optužio Anu Boleyn.
Samo pet dana nakon Moreova pogubljenja Henrik se zabavljao s mlađim dvorskim damama. 

### Pad Ane Boleyn
Kada je izgubila drugo dijete, Ana je shvatila da joj kralj izmiče iz ruku. Čak je izjavio da ne bi ponovio sve što je učinio da ju uzdigne i oženi. S gorčinom je zaključila da je rađanje sina jedino što može vratiti suprugovu ljubav i poštovanje. Sve manji utjecaj joj je umanjio i drskost, primijetio je španjolski veleposlanik. Zato su se neki dvorjani odvažili počevši posjećivati Katarininu kći Mariju. Čak joj je Ana napisala pomirljivo pismo, predosjetivši da će joj ubrzo zatrebati Marijina blagost.
Kako je Ana stekla brojne neprijatelje na dvoru, nije ju iznenadilo što brojni plemići potpomažu u kraljevim ljubavnim spletkama. Ana je već vidljivo starjela i izgubila svoju dobru figuru. Tuga, frustracije i stres kojima je bila izložena ostavili su traga na njezinu licu, a Henrikova žudnja za njom bila je sve manja, pa je bio osjetljiviji na čari mlađih žena.
Ana je na diplomatskim prijemima pokušavala dogovoriti brak za Elizabetu. Međutim, francuski kralj nije priznavao ni Anu za kraljicu, niti Elizabetu za zakonitu prijestolonasljednicu. 
Nakon dvije godine braka s Anom Henrik je shvatio da je pogriješio. Njezina bahatost, taština i pretjeran ponos, po Henriku, nisu bile odlike jedne kraljice. Također su mu njezini temperamentni javni izljevi osjećaja bili neugodni. To joj je čak vrlo jasno i grubo rekao.
Početkom 1535. godine Ana mu je rekla da neće moći začeti dijete sve dok su Katarina i Marija žive te je zahtijevala da ih ubije. Henrik je to odbio.
Henrikova se pažnja ubrzo usmjerila prema Jane Seymour, sitnoj plemkinji koja je svojedobno bila odana sluškinja Katarini Aragonskoj, a sada je služila Ani Boleyn kao dvorska dama zbog očevog dobrog odnosa s kraljem. Henrik više nije bio onaj zgodan, sportski razvijen mladić, već se počeo debljati te je patio od bolova u nozi. Čak je počeo gubiti kosu. Jane je pak bila čista suprotnost kraljici Ani: bila je dobro odgojena, skromna, mirna, ozbiljna. Mnogi su u Jane vidjeli izlaz iz Anine vladavine. Nakon izvjesnog vremena dvorjanima je postalo jasno da ovo nije prolazna avantura za kralja. Čak je i Ana bila svjesna afere na dvoru.
U međuvremenu, Ana je bila utučena jer je bila svjesna toga da njezina budućnost ovisi o tome hoće li kralju podariti muškog nasljednika ili ne. Kralj neće otrpjeti još jedan neuspjeh. Anin se duh slomio. Mislila je da je najgore što joj se može dogoditi razvod od Henrika. Međutim, Henrik više nije imao živaca za duge, mukotrpne pravne procese, već je odlučio Anu dati uhititi i pogubiti po kratkom postupku.

#### Smrt Katarine Aragonske
7. siječnja 1536. godine je umrla Katarina Aragonska od raka u dobi od 50 godina. Međutim, mnogi su vjerovali da ju je dala otrovati Ana Boleyn. Mariji nije bilo dopušteno biti uz majku njezinih posljednjih sati. Velik broj ljudi su ju smatrali pravom sveticom. Rimokatolici ju smatraju jednom od najvećih utvrda stare vjere u Engleskoj, a njezina je smrt smatrana krajem svega onoga što je zastupala. Katarinina odanost kralju, njezina odlučnost, snaga karaktera i hrabrost još izazivaju divljenje. Engleski narod, koji je Katarinu prigrlio od samog početka, iskreno ju je oplakivao sjećajući se samo njezinih osobnih vrlina, mnogih dobročinstava, njezine nesebičnosti i pet mrtvih nasljednika prijestolja.
Kraljevski par, Henrik i Ana, radosno su primili vijest. Ipak, privatno, kraljica Ana se osjećala loše. Bojala se da će ubrzo Henrik i s njom postupati kao što je s Katarinom. Bila je dovoljno pametna da shvati kako je Henrik, prema mišljenju većine, trenutno udovac koji se može ponovno oženiti. Ako ponovno izgubi dijete, lako ju je mogao odbaciti.
Ana, usprkos svojoj tjeskobi, u javnosti je pokazivala samopouzdanje. Dva dana kasnije, na dan Katarininog sprovoda, kraljevski je par održao veličanstveni dvorski ples to što Engleska više nije pod prijetnjom rata (od bijesa španjolskog cara, Katarinina nećaka). Henrik i Ana su bili odjeveni u žutu odjeću (boja kojom se u Španjolskoj žalovalo za osobama iz kraljevskih obitelji). Henrik je paradirao s princezom Elizabetom, iznimno naprednim djetetom kojim se ponosio.
Henriku je uvelike laknulo što je Katarina umrla tako da je čak dao sagraditi spomenik u njenu čast, referirajući se na nju kao svoju šurjakinju. Međutim, taj je spomenik kasnije razoren, pa nije očuvan do danas.

### Kobna ozljeda
Dana 24. siječnja 1536. godine, tijekom viteškog turnira, Henrik je pao s konja i dva sata ležao u nesvijesti. Ana se nije uzbudila na tu vijest unatoč tome što je većina ljudi mislila kako je pravo čudo što je Henrik preživio. U sebi, Ana je strepila od te mogućnosti i razmišljala o tome što bi joj se sve moglo dogoditi ako Henrik umre. 
Henrik je živnuo, ali nakon te nesreće više neće biti onako fizički sposoban kao što je nekoć bio. Stara rana na nozi ponovno se otvorila i zagnojila i to se, stalno ponavljalo, sve do kraja njegova života. To je uzrukovalo sve veće, gotovo divljačke napadaje nerazumna bijesa. Bilo mu je gotovo 45 godina, ćelavio je i počeo se debljati jer je sve više jeo. S godinama je postajao sve egoističniji, licemjerniji i uvjereniji u svoju božanstvenost. Sebe je smatrao uzorom dvorskog i atletskog vitešstva.  Tada je ta preobrazba tek počela, a kraljevo samopoštovanje bilo je takvo da je sebe smatrao vrhunskim primjerom šarma, ljepote i muškosti. 
To će sve utjecati na nadolazeće brakove koji su ponekad završavali pogubljenjem njegovih supruga (Ana Boleyn i Katarina Howard). 
Unatoč brojnim brakovima, pred kraj života imao je samo jednog sina, koji ga je naslijedio na prijestolju: Eduard VI.
Ostale supruge Henrika VIII.:
- Jane Seymour - majka Eduarda VI.
- Ana Klevska - brak sklopljen iz političke pogodnosti. Uvjerena luteranka koja se sprijateljila s Marijom i Elizabetom. Nadživjet će sve ostale supruge Henrika VIII.Pogubljenje Margarete Pole, grofice od Salisburyja, nećakinje Eduarda IV.
- Katarina Howard - trideset godina mlađa nevjesta koja je bila rođakinja Ane Boleyn. Za razliku od Ane, ona je počinila sve zločine za koje su je teretili te na kraju pogubili.
- Katarina Parr - uvjerena protestantkinja koja je najzaslužnija za kraljevo pomirenje s kćerima. Kasnije je uvelike utjecala na Elizabetu.

### Gušenje pobuna
Gušio je brojne pobune i sukobe između katolika i protestanata. I dalje je ubijao preostale članove dinastije Plantageneta (Margareta Pole koja je odano služila Henrikovoj obitelji čitav život) kojih se bojao da će biti prijetnja njegovim nasljednicima. Gušio je škotske pobune na sjeveru.

## Eduard VI.
Kralj Eduard VI. (1547. – 1553.), sin i nasljednik kralja Henrika VIII. i njegove treće supruge Jane Seymour je bio uvjeren protestant te nametnuo svoju vjeru čitavoj Engleskoj. Kako je bio tako mlad, umjesto njega je vladao njegov ujak i zaštitnik Edward Seymour. Njegov voljeni drugi ujak, Thomas Seymour, oženio je Katarinu Parr, Eduardovu donedavnu maćehu.
Eduard je bio dječak svijetle puti i svijetle kose. Za vrijeme njegove vladavine je smaknut njegov Edward, ali i njegov drugi ujak, Thomas.
Mladi je kralj bio boležljiv. Umro je u mladoj dobi ne ostavivši muškog potomka. Njegova je smrt otvorila pitanje nasljedstva prijestolja. Regent John Dudley, vojvoda od Northumberlanda, nije želio da prijestolje naslijede Eduardove polusestre po ocu, Marija i Elizabeta. Marija je bila predana katolkinja koja bi vratila Englesku pod Rim, a Elizabetu velik broj podanika ne bi priznalo zbog njezine ozloglašene majke, Ane Boleyn. Zato je odredio unuku Henrikove sestre, Jane Grey, udanu za sina vojvode od Northumberlanda.

## Jane Grey
Kraljica Jane Grey vladala je devet dana. Podrijetlo s očeve strane vuče još od sir Johna Graya, prvog supruga kraljice Elizabete Woodville, bake Henrika VIII. S majčine strane, Frances Brandon, Jane je unuka Marije, sestre Henrika VIII. i Charlesa Brandona, bliskog prijatelja Henrika VIII.
Jane je imala teško djetinjstvo. Kao štićenica Thomasa Seymoura, boravila je u kućanstvu s njegovom suprugom i nekadašnom kraljicom Katarinom Parr i Elizabetom. Jane je, poput Elizabete, bila napredna i bistra djevojka željna znanja. Bila je vršnjakinja Eduarda VI. i također uvjerena protestantkinja.
Vrlo brzo ju je svrgnula s vlasti i naslijedila Henrikova najstarija kći Marija. Zatvorila ju je u Londonski toranj te u konačnici dala pogubiti zbog brojnih pobuna koje je samo njezino postojanje izbijalo.

## Marija I. Krvava
Kraljica Marija I. (1553. – 1558.) je odmah po ustoličenju restaurirala rimokatoličanstvo u Engleskoj, zbog čega se 1554. godine digla protestantska pobuna koju je kraljica Marija krvavo ugušila.

### Djetinjstvo
Marijin cijeli život bio je težak i nesretan. Bila je boležljiva, patila je od migrena te je vjera bila najveća utjeha u njenoj životu. Obrazovanje joj je bilo strogo i zahtjevno, a nije bila naročito nadarena. Za svoga je oca bila idealno sredstvo za diplomaciju, obećavajući je od ranih nogu raznim prinčevima. Međutim, nikada joj zapravo nije odobrio nijedan brak niti se previše posvećivao tom pitanju.
Za života se sprijateljila sa svakim španjolskim veleposlanikom, održavajući dobre rodbinske odnose sa španjolskim vladarima.

### Ana Boleyn
Tijekom kraljevanja Ane Boleyn, Mariju se prozvalo nezakonitom te nije bila poželjna na kraljevskom dvoru. Marija je žilavo odbijala priznati ijednu englesku kraljicu koja nije njezina majka. Bila je trn u Aninu oku. Mariji su oduzete sve titule, a kućanstvo raspušteno. Bila je poslana u kućanstvo princeze Elizabete kao sluškinja.
"Ana je otuđila kralja od njegove bivše čovječnosti i radila je sve što je mogla kako bi slomila Mariju.", komentirao je španjolski veleposlanik.
Ana ju je progonila zahtijevajući njezin nakit kako bi ga dala Elizabeti. Zabranjivala je kralju bilo kakvu komunikaciju s Marijom što je Mariji narušilo zdravlje. No, tijekom boravka u Elizabetinu kućanstvu samo je očvrsnula u odluci da brani svoja prava i prava svoje majke. Teško je podnosila odvojenost od majke i stalno je razmišljala o bijegu iz Engleske. Katarina joj je to zabranila i naredila da sluša oca u svemu osim u onome što je protivno savjesti.
Ubrzo nakon smrti Marijine majke, Ana Boleyn se pokušala pomiriti s njom pozvavši ju na dvor. No, uvjet za to je bilo da se pokori očevim zakonima. Marija nije htjela obeščastiti uspomenu na majku pa je odbila tu ponudu. Njihovo je pomirenje bilo nemoguće. Marija je odlučila nastaviti majčinu borbu i vratiti svoje pravo na nasljeđivanje krune.

### Jane Seymour
Jane je dugo bila sluškinja Katarini Aragonskoj, pa se sprijateljila i s princezom Marijom. Oduvijek je smatrala da se prema njima nepravedno postupalo te ih tješila. Onda je postupila jednako kao Ana Boleyn prema Katarini te uspjela zavesti kralja i sama postati kraljicom Engleske. Uporno je uvjeravala Henrika da Mariju vrati u nasljedni red kao zakonitu nasljednicu nakon njihovog sina Eduarda.

### Ana Klevska
Uz pratnju Ane Klevske, u Englesku je stigao i vojvoda Filip Bavarski koji je bio očaran Marijom te ju htio zaprositi. Henrik ga se brzo riješio i vratio ga u Njemačku. Usprkos razilaženja oko vjerskih pitanja, Marija se s Anom Klevskom relativno dobro slagala, smatrajući je elegantnom i dostojanstvenom. Uspostavile su toplo prijateljstvo kao dvije vršnjakinje.

### Katarina Howard
Zapisano je da se Marija nije odnosila s jednakim poštovanjem prema Katarini kao prema Jane ili Ani prije nje. Nisu znali je li to zbog činjenice što je imala devet godina mlađu maćehu ili element ljubomore jer Marija još nije bila udana.

### Katarina Parr
Katarina Parr je bila srdačna prema svoj kraljevoj djeci, tako da se sprijateljila i s Marijom.

### Kraljica Engleske
Tijekom svoje vladavine, Marija je izgubila sve engleske posjede u Francuskoj, tako da je do kraja svog kraljevanja doživjela pad Calaisa, što je bio težak udarac za nju i Englesku. Marija se udala za španjolskog vladara Filipa. Bio je naočit muškarac tvrdih katoličkih načela. Bio je mlađi od Marije te ju nije smatrao naročito privlačnom.
Mnogi savjetnici i članovi Vijeća su opetovano uvjeravali Mariju da treba ubiti Elizabetu koja je prevelika protestantska prijetnja za prijestolje. Međutim, Marija je odbijala ubiti vlastitu sestru protiv koje ne postoje jasni dokazi. No, to ju nije spriječilo ju zatvori na više od godinu dana i prepusti nju i njezino čitavo kućanstvo vječnoj tjeskobi.
Kako nije imala djece, naslijedila ju je polusestra Elizabeta, koja je naporno radila na jedinstvenoj Anglikanskoj crkvi, iako je osobno bila predana protestantkinja, poput svoje majke, guvernante, voljene maćehe Katarine Parr i svih ostalih voljenih prijatelja tijekom odrastanja.

## Elizabeta I.
Kraljica Elizabeta I. (1558. – 1603.) bila je najveća vladarica dinastije Tudor, koja je utrla put stvaranju moćnog Britanskog Imperija. Njezina vladavina obilježena je stvaranjem prekooceanskih kolonija i uzdizanjem engleske moći u svijetu. Kako ni ona, kao ni ostalo dvoje djece Henrika VIII. nisu imali svoje potomstvo, Tudori su izumrli njenom smrću, a vlast je nasljednim pravom prešla na škotsku dinastiju Stuart, jer je škotska kraljica Marija I. bila unuka sestre kralja Henrika VIII. Na toj osnovi položila je pravo na englesku krunu u ime svoga sina, škotskog kralja Jakova VI.

### Elizabetinsko vjersko rješenje
Taj akt - ponekad nazivan i revolucija 1559. - bio je prvi potez nove kraljice. Pokušala je završiti sukobe između katolika i protestanata. Iako je protestantski odgojena, Elizabeta je zadržala nekolicinu katoličkih simbola u obredima. Vjersko pitanje u državi je bilo važno i za nju osobno jer je određivalo njezinu zakonitost na prijestolju. Htjela je utvrditi protestantsko rješenje koje ne bi uvrijedilo katoličke podanike. Nije tolerirala puritance koji su za njen ukus bili preradikalni oko crkvenih reformi. Elizabeta je prilazila vjerskom pitanju iznimno pragmatično. Zato je preuzela Protestantsko rješenje Eduarda VI., njezinog brata i prethodnika, ubacivši nekoliko katoličkih elemenata u dokument.
Njezin je prijedlog bio usvojen zahvaljujući činjenici što je većina biskupa tada bila na godišnjem odmoru.

### Pitanje braka i nasljednika
Još od djetinjstva na dvoru svoga oca, Henrika VIII., Elizabetu se moglo čuti kako govori da se ne želi udati te da želi izbjeći bilo kakve ljubavne odnose. Razlozi za to su mogli biti brojni (između ostalog, svjedočenje očevim brakovima):
- Ana Boleyn, njezina majka, bila je pogubljena zbog optužbi za zabranjene seksualne odnose. Dao ju je ubiti njezin vlastiti suprug koji joj se zakleo na vječnu odanost i ljubav.
- Jane Seymour, Elizabetina maćeha, koja je umrla od poroda nakon što se udala i ljubovala s muškarcem.
- Katarina Howard, iznimno mlada djevojka dobrog srca koja je pogubljena jer se zaljubila u zabranjenog čovjeka te tako prevarila 30 godina starijeg muža. Naposljetku, dao joj je odsjeći glavu zbog njezine izdaje.
- Katarina Parr, Elizabetina najvoljenija maćeha, koja je kasnije umrla od posljedica poroda.
- Thomas Seymour, suprug Katarine Parr nakon Henrika VIII., koji je svoj povlašten položaj iskoristio da zlostavlja mladu Elizabetu.
- Brak njezine sestre Marije s Filipom II. koji ju je manipulirao zloupotrebljavao svoje ovlasti u Engleskoj te o kojem je njezina voljena sestra ovisila, dok ju je on ponižavao uzimajući više priležnica.

Bilo kako bilo, biranje ženika moglo je izazvati nove političke sukobe.

### Kult djevičanske kraljice
Elizabetin status neudane žene nadahnuo je kult djevičanstva nalik Djevici Mariji. U poeziji i ostalim umjetnostima, Elizabeta je često prikazana kao božica ili djevica, ali nikada kao obična žena. Međutim, Elizabeta bi uvijek ponavljala da se udala za Englesku i svoj narod pod božanskom zaštitom. Međutim, njezina tvrdnja nevinosti nije bila univerzalno prihvaćena. Uglavnom su joj prkosili katolici i francuski kralj Henrik IV.

### Španjolska Armada
Elizabetin bivši šurjak, španjolski kralj Filip II., odlučio je svrgnuti s vlasti Elizabetu i uspostaviti katoličanstvo u Engleskoj. Također je to trebalo zaustaviti pljačkanje španjolskih brodova od engleskih pirata. Budući da je taj zadatak povjerio neiskusnim plemićima, njegov je veliki plan propao i Engleska je odnijela pobjedu.
Međutim, kasnije je Elizabeta poslala englesku flotu - nazivana kasnije Engleska Armada - na španjolsku obalu. Međutim, to je bio katastrofalan poraz te je to ponovno oživjelo Filipov kult u njegovoj domovini.
No, to nije zaustavilo da se nakon pobjede španjolske armade razviju legende o Elizabeti te je živjelo još dugo nakon njezine smrti.
Uspomena na španjolsku armadu je budio nacionalan ponos u Engleskoj u doba napoleonskih osvajanja i Drugog svjetskog rata.

### Zlatno doba
Tijekom Elizabetine vladavine, engleska je drama doživjela procvat pod djelovanjem Williama Shakespearea koji je opisivao njezinu obitelj i rodoslovlje. Neki to tumače kao širenje tudorske propagande putem brojnih kazališnih komada. 
Iako je pri kraju svoje vladavine bila suočena s mnogim gospodarkim i vojnim problemima, bilo je nedvojbeno da je bila karizmatična poput oca, ali i jednako temperamentna kao on. Unatoč svemu, ona je razvila nacionalni identitet Engleza koji će još dugo trajati.
Vodila je izuzetno defenzivnu vanjsku politiku, no svejedno je izazivala strahopoštovanje u Španjolskoj, Francuskoj i u Svetom Rimskom Carstvu, primijetio je i tadašnji papa. U njezino je vrijeme Vatikan ustanovio svoju obavještajnu službu kako bi špijunirali neobičnu protestantsku kraljicu u Engleskoj.
Elizabeta je cijeli život smatrala da ju Bog čuva, kao i njezin narod te se oslanja na ljubav svojih podanika koju je opetovano isticala u svojim javnim nastupima.

## Tudorski mit
To je naziv za tradiciju u engleskoj povijesti, historiografiji i književnosti koje prikazuje Englesku tijekom 15. stoljeća i Ratove dviju ruža kao mračno razdoblje anarhije i krvoprolića. Zato se tudorska era - 16. stoljeće - prikazuje kao zlatno doba mira, zakona, reda i procvata. To je bilo doba renesanse, humanizma, reformacije te početak tiskovina.

### Stvaranje mračnog mita o Rikardu III.
Kako je Henrik VII., utemeljitelj dinastije Tudor, porazio i dopustio nemilosrdno ubijanje Rikarda III., posljednjeg kralja loze Plantageneta koja je vladala Engleskom više od 300 godina, morao je uvjeriti narod kako ih je spasio od okrutnog tiranina. Već je Thomas More opisivao beskrupuloznost Rikarda III. optuživši ga da je ubio svoje nećake koji su trebali naslijediti prijestolje. Ipak, to nikada nije bilo nedvojbeno dokazano.
Tijekom elizabetinske vladavine, Shakespeare je pisao čitave dramske cikluse o srednjovjekovnim kraljevima prije Tudora koje je prikazivao iznimno krvavo, brutalno i okrutno. Prvenstveno se taj mit stvarao o posljednjem takvom kralju, Rikardu. Širila se priča o njegovoj grbavosti jer je vjerojatno patio od skulioze te nikada nije imao uspravno držanje. Također je propagiralo priču o njegovom licemjerju prema vlastitoj braći te slavohljeplju.
Suvremeni povjesničari osporavaju taj mračni mit o Rikardu III. te ga prikazuju u boljem svjetlu.

## Tudorska era
Tijekom vladavine dinastije Tudor, u Engleskoj je harala pošast zvana kuga. No, trajala je samo tijekom njihovog doba. Prvi se put u kraljevstvu pojavila 1485. godine, kada je Henrik VII. zavladao. Neki su suvremenici to smatrali Božjom kaznom zbog svojatanja prijestolja.
"Engleska je bila gospodarski zdravija, ekspanzivnija i optimističnija pod vladavinom Tudora" nego ikad prije tijekom sto godina, tvrdio je povjesničar John Guy, 1988. godine.
Međutim, tudorska vanjska politika nije bila puno drugačija od njihovih prethodnika. Najpoznatiji su po uspostavi jedinstvene Anglikanske crkve.

## U popularnoj kulturi

### Filmska umjetnost
Henrik VIII. je svojom kontroverznošću i svojim brojnim brakovima nadahnuo snimanje brojnih filmova o svom životu. Najpoznatiji tematiziraju njegovu "veliku stvar" i odnos s Anom Boleyn te o svim ljudima tijekom svoje vladavine koji su bitno pridonijeli njegovom uspjehu:
- Anna od tisuću dana (Anne of the Thousand Days) - prikaz odnosa Henrika i Ane Boleyn.
- Čovjek za sva vremena (A Man For All Seasons) - prikaz života Thomasa Morea pod Henrikovom vladavinom.
- Dvije sestre za kralja (The Other Boleyn Girl) - prikaz kako su obje sestre Boleyn ljubovale s Henrikom te kako je to završilo.

Poslije njega je najgledaniji monarh definitivno njegova mlađa kći Elizabeta I.:
- Elizabeth (1998) - prikaz početnih godina Elizabetine vladavine.
- Elizabeth the Golden Age - prikaz vrhunca njezine vladavine tijekom Španjolske Armade.

### Televizijske adaptacije
Brojne su serije snimljene o dolasku Tudora na vlast te njihovoj vladavini.
- Bijela kraljica (The White Queen) - prikaz vladavine Eduarda IV. tijekom koje se Margareta Beaufort bori za prava svoga sina, Henryja Tudora.
- Bijela princeza (The White Princess) - prikaz bračnog života Henrika VII. i Elizabete od Yorka te kako utemeljuju novu vladarsku dinastiju.
- Španjolska princeza (The Spanish Princess) - prikaz života Katarine Aragonske nakon dolaska u Englesku i kako upoznaje obitelj Tudor.
- Dvor vukova (Wolf Hall) - prikaz političkog uspona Thomasa Cromwella na dvoru Henrika VIII.
- Tudori (The Tudors) - najpoznatija serija o vladavini Henrika VIII. te o svim njegovim brakovima.